# Federalny Departament Spraw Gospodarczych, Edukacji i Badań Naukowych
Federalny Departament Spraw Gospodarczych, Edukacji i Badań Naukowych (niem.: Eidgenössisches Departement für Wirtschaft, Bildung und Forschung (WBF), fr.: Département fédéral de l’économie, de la formation et de la recherche (DEFR), wł.: Dipartimento federale dell’economia, della formazione e della ricerca (DEFR), romansz: Departament federal d’economia, furmaziun e retschertga (DEFR)) – departament odpowiadający za prowadzenie polityki gospodarczej, edukację oraz badania naukowe w Szwajcarii.
Od 1 stycznia 2019 departamentem kieruje Guy Parmelin z SVP/UDC.

## Historyczne nazwy
- od 1848 – Departament Handlu i Ceł
- od 1 stycznia 1873 – Departament Kolejnictwa i Handlu
- od 1 stycznia 1879 – Departament Handlu i Rolnictwa
- od 1 stycznia 1888 – Departament Przemysłu i Rolnictwa
- od 1 stycznia 1896 – Departament Handlu, Przemysłu i Rolnictwa
- od 1 stycznia 1915 – Departament Gospodarczy
- od 1 stycznia 2013 – Departament Spraw Gospodarczych, Edukacji i Badań Naukowych

## Lista szefów Departamentu
| #  | Od               | Do                   | Imię i nazwisko              | Data ur. i śm. | Partia | Kanton     |
| -- | ---------------- | -------------------- | ---------------------------- | -------------- | ------ | ---------- |
| 1  | 1848             | 31 grudnia 1853      | Friedrich Frey-Herosé        | 1801–1873      | FDP    | Argowia    |
| 2  | 1 stycznia 1854  | 31 grudnia 1854      | Wilhelm Matthias Näff        | 1802–1881      | FDP    | St. Gallen |
| 3  | 1 stycznia 1855  | 6 lutego 1855        | Martin J. Munzinger          | 1791–1855      | FDP    | Solura     |
| 4  | luty 1855        | 31 grudnia 1856      | Constant Fornerod            | 1819–1899      | FDP    | Vaud       |
| 5  | 1 stycznia 1857  | 31 grudnia 1857      | Melchior Josef Martin Knüsel | 1813–1889      | FDP    | Lucerna    |
| 6  | 1 stycznia 1858  | 31 grudnia 1858      | Constant Fornerod            | 1819–1899      | FDP    | Vaud       |
| 7  | 1 stycznia 1859  | 31 grudnia 1860      | Melchior Josef Martin Knüsel | 1813–1889      | FDP    | Lucerna    |
| 8  | 1 stycznia 1861  | 31 grudnia 1866      | Friedrich Frey-Herosé        | 1801–1873      | FDP    | Argowia    |
| 9  | 1 stycznia 1867  | 31 grudnia 1872      | Wilhelm Matthias Näff        | 1802–1881      | FDP    | St. Gallen |
| 10 | 1 stycznia 1873  | 31 grudnia 1874      | Johann Jakob Scherer         | 1825–1878      | FDP    | Zurych     |
| 11 | 1 stycznia 1875  | 31 grudnia 1877      | Karl Schenk                  | 1823–1895      | FDP    | Berno      |
| 12 | 1 stycznia 1878  | 31 grudnia 1878      | Joachim Heer                 | 1825–1879      | FDP    | Glarus     |
| 13 | 1 stycznia 1879  | 31 grudnia 1880      | Numa Droz                    | 1844–1899      | FDP    | Neuchâtel  |
| 14 | 1 stycznia 1881  | 31 grudnia 1881      | Louis Ruchonnet              | 1834–1893      | FDP    | Vaud       |
| 15 | 1 stycznia 1882  | 31 grudnia 1886      | Numa Droz                    | 1844–1899      | FDP    | Neuchâtel  |
| 16 | 1 stycznia 1887  | 31 grudnia 1896      | Adolf Deucher                | 1831–1912      | FDP    | Turgowia   |
| 17 | 1 stycznia 1897  | 31 grudnia 1897      | Adrien Lachenal              | 1849–1918      | FDP    | Genewa     |
| 18 | 1 stycznia 1898  | 31 grudnia 1902      | Adolf Deucher                | 1831–1912      | FDP    | Turgowia   |
| 19 | 1 stycznia 1903  | 31 grudnia 1903      | Ludwig Forrer                | 1845–1921      | FDP    | Zurych     |
| 20 | 1 stycznia 1904  | 31 grudnia 1908      | Adolf Deucher                | 1831–1912      | FDP    | Turgowia   |
| 21 | 1 stycznia 1909  | 31 grudnia 1909      | Josef Anton Schobinger       | 1849–1911      | CVP    | Lucerna    |
| 22 | 1 stycznia 1910  | 10 lipca 1912        | Adolf Deucher                | 1831–1912      | FDP    | Turgowia   |
| 23 | lipiec 1912      | 15 kwietnia 1934     | Edmund Schulthess            | 1868–1944      | FDP    | Argowia    |
| 24 | kwiecień 1934    | 31 lipca 1940        | Hermann Obrecht              | 1882–1940      | FDP    | Solura     |
| 25 | 1 sierpnia 1940  | 31 grudnia 1947      | Walter Stampfli              | 1884–1965      | FDP    | Solura     |
| 26 | 1 stycznia 1948  | 31 grudnia 1954      | Rodolphe Rubattel            | 1896–1961      | FDP    | Vaud       |
| 27 | 1 stycznia 1955  | 31 grudnia 1959      | Thomas Holenstein            | 1896–1962      | CVP    | St. Gallen |
| 28 | 1 stycznia 1960  | 30 czerwca 1961      | Friedrich Traugott Wahlen    | 1899–1985      | SVP    | Zurych     |
| 29 | 1 lipca 1961     | 31 grudnia 1969      | Hans Schaffner               | 1908–2004      | FDP    | Argowia    |
| 30 | 1 stycznia 1970  | 31 stycznia 1978     | Ernst Brugger                | 1914–1998      | FDP    | Zurych     |
| 31 | 1 lutego 1978    | 31 grudnia 1982      | Fritz Honegger               | 1917–1999      | FDP    | Zurych     |
| 32 | 1 stycznia 1983  | 31 grudnia 1986      | Kurt Furgler                 | 1924–2008      | CVP    | St. Gallen |
| 33 | 1 stycznia 1987  | 31 marca 1998        | Jean-Pascal Delamuraz        | 1936–1998      | FDP    | Vaud       |
| 34 | 1 kwietnia 1998  | 31 grudnia 2002      | Pascal Couchepin             | 1942–          | FDP    | Valais     |
| 35 | 1 stycznia 2003  | 31 lipca 2006        | Joseph Deiss                 | 1946–          | CVP    | Fryburg    |
| 36 | 1 sierpnia 2006  | 31 października 2010 | Doris Leuthard               | 1963–          | CVP    | Argowia    |
| 37 | 1 listopada 2010 | 31 grudnia 2018      | Johann Schneider-Ammann      | 1952–          | FDP    | Berno      |
| 38 | 1 stycznia 2019  | nadal pełni funkcję  | Guy Parmelin                 | 1959-          | SVP    | Vaud       |